# 2013–14 Football Conference
La "2013-14 Football Conference" es la décima temporada de la Football Conference consistente de 3 divisioes y la 34º temporada en total. La Conference cubre los dos primeros niveles del Non-League football en Inglaterra. Conference Premier es el quinto nivel más alto de la pirámide del fútbol inglés, mientras que la Conference North y la Conference South son el 6º nivel. El ganador de la Conference National y el ganador de los playoffs ascenderán a la Football League Two, mientras que los cuatro peores descienden a la Conference North o South.
- Datos: Q14273868